# Département d'Olancho
Le département d'Olancho (en espagnol : Departamento de Olancho) est l'un des 18 départements du Honduras.

## Historique
Le département a été créé en 1825. Il a été partiellement démembré, en 1869, du district de Danlí, pour former le département d'El Paraíso.

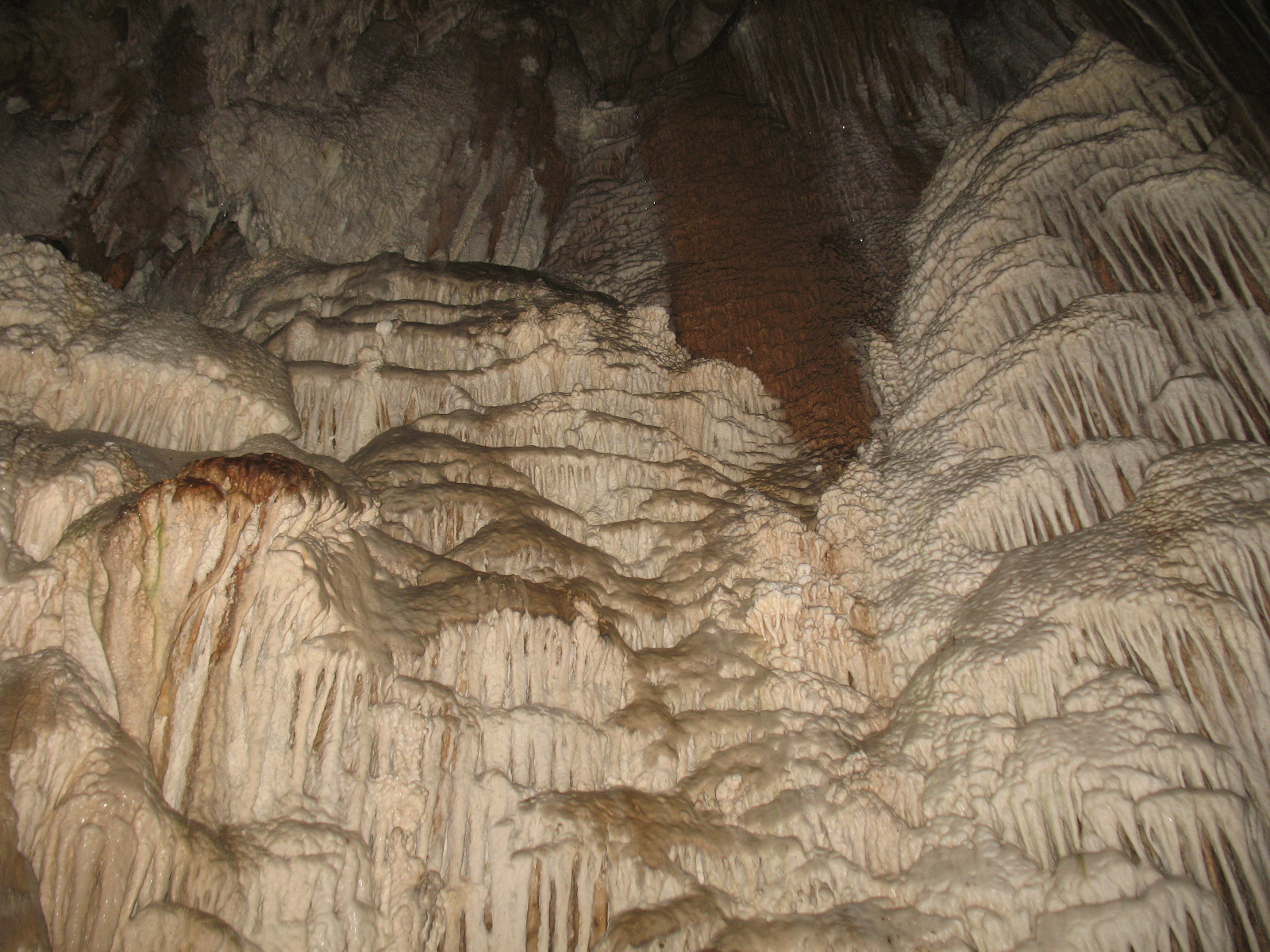
Grottes de Talgua.

## Géographie
Le département d'Olancho est limitrophe :
- au nord, des départements de Yoro et Colón ;
- à l'est, du département de Gracias a Dios et de la république du Nicaragua ;
- au sud, de la république du Nicaragua et du département d'El Paraíso ;
- à l'ouest, des départements El Paraíso et de Francisco Morazán.

## Démographie
Le département est peuplé de 520 761 habitants au recensement de 2013, soit une densité de population de 21 hab./km2.

## Économie
Le département d'Olancho est l'une des régions les plus pauvres du Honduras. L'agriculture y est la première activité. Sa capitale est Juticalpa.
Mais ce dont on parle beaucoup est la déforestation du parc naturel. Ce dernier se voit chaque jour un peu plus réduit au profit des firmes d'exportations de bois.
L'Olancho a une terre riche, mais inexploitée par manque de moyens. Des mines d'or parsèment le territoire, mais celles-ci restent encore à être trouvées et utilisées. Ce département est aussi celui où le taux de possession d'armes est le plus élevé. Il y a un vieux dicton, qui dit : « Tu entres en Olancho si tu veux, tu sors si tu peux ».

## Subdivisions
Le département comprend 23 municipalités :
- Campamento
- Catacamas
- Concordia
- Dulce Nombre de Culmí
- El Rosario
- Esquipulas del Norte
- Gualaco
- Guarizama
- Guata
- Guayape
- Jano
- Juticalpa
- La Unión
- Mangulile
- Manto
- Patuca
- Salamá
- San Esteban
- San Francisco de Becerra
- San Francisco de la Paz
- Santa Maria del Real
- Silca
- Yocón